# Крокодил 2: Перелік жертв
Крокодил 2: Перелік жертв (англ. Crocodile 2: Death Swamp) — американський фільм жахів 2002 року.

## Сюжет
Пограбувавши банк, бандити захоплюють літак, що летить в Акапулько, який в результаті їх необдуманих дій зазнає аварії в диких тропічних нетрях. Злочинці змушують пасажирів, що вижили, серед яких стюардеса Мія, тягнути важкі сумки з грошима. Але вони не підозрюють, що в каламутній воді затаїлися гігантські крокодили, які готові розправитися з усіма, хто вторгається в їхні володіння. Не сподіваючись на допомогу рятувальників, Мія та її побратими по нещастю зроблять все, щоб залишитися в живих, але чи є хоч якісь шанси у змучених людей, які опинилися між кривавими щелепами хитрих рептилій і жорстокими злочинцями, для яких важлива тільки їх здобич?

## У ролях
- Хейді Ленхарт — Мія
- Чак Валцак — Зак
- Джон Скларофф — Сол
- Дерріл Теріс — Макс
- Девід Валчін — Джастін
- Джеймс Паркс — Сквейд
- Мартін Коув — Роланд
- Стів Морено — Брайан
- Біллі Рик — Піт
- Анна Кранадж — Джулі
- Ден Мартін — пілот
- Шон Еуро — Шон
- Сюзанн Тірумур — Різ
- Тіа Лайтінен — Аманда
- Лаліт Шарма — агент ФБР
- Віней Шаннер Понде — бармен
- Едді Чамічіан — другий пілот
- Рейчел Генрі — поранений пасажир
- Еллісон Лернд — Counter Attendant
- Амела Паша — репортер
- Френк ДеМартіні — таксист